# Bertran de Born (persoon)

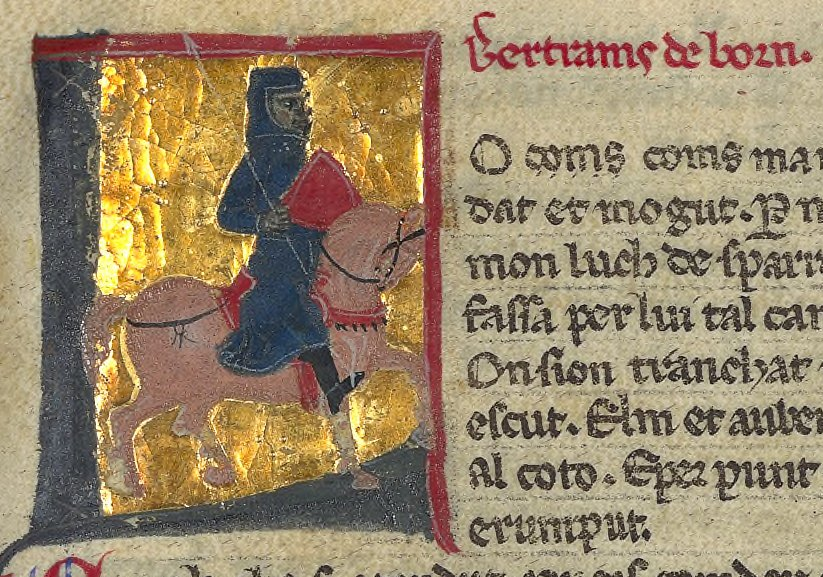
Afbeelding van Bertran de Born in een middeleeuws manuscript.

Bertran de Born (Ca. 1140 - ca. 1215) was een Frans baron en troubadour.

## Biografie
Bertran de Born werd geboren als de oudste zoon van Bertan de Born, heer van Hautefort en Ermengarde. Na de dood van zijn vader in 1178 werd hij de nieuwe heer. Door de ligging van Hautefort in het grensgebied van de Limousin en de Périgord raakte hij betrokken bij de conflicten tussen de zoons van Hendrik II van Engeland. Omstreeks dezelfde tijd als dat hij heer werd, kreeg hij naam als dichter en troubadour. Zo verbleef hij als troubadour in 1182 aan het hof van Hendrik II. In datzelfde jaar streed De Born aan de zijde van Hendrik de Jongere tegen diens broer Richard I.
Na de dood van Hendrik de Jongere schreef Bertran de Born een planh, een klaagzang, voor diens begrafenis. Hij verzoende zich met Richard en trad bij hem in dienst tijdens diens strijd tegen Filips II van Frankrijk. Ook componeerde hij een lied aan Richard na diens terugkeer uit gevangenschap. Toen hij in 1196 voor de tweede keer weduwnaar werd, trad de Born in een Cisterciënzer klooster in. Daar zou hij omstreeks 1215 zijn overleden. Zijn oudste zoon Bertran was ook een troubadour.

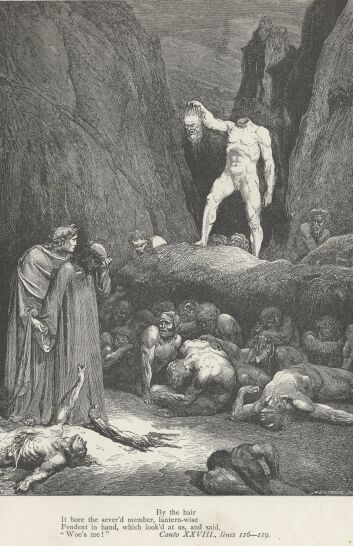
Bertran de Born in een ets van Gustave Doré voor Dante's Goddelijke Komedie.

## Nalatenschap
In zijn eigen Vida (een geromantiseerde, korte biografie) beweerde Hendrik II dat Bertran de Born de opstand van Hendrik de Jongere tegen zijn gezag had opgestookt. Hierom plaatste Dante Alighieri hem in de achtste cirkel van de hel in zijn Goddelijke Komedie als zaaier van tweedracht en beeldt hij hem af met zijn hoofd in de handen. Het beeld dat Dante van hem geschetst heeft is lange tijd leidend geweest voor het beeld van De Born. Pas nadat Ezra Pound enkele gedichten en liederen van hem had vertaald kwam er weer meer waardering voor zijn werk. De Deense componist Niels Gade vernoemde een ouverture naar hem.